# Diari de Reus
Diari de Reus, el diari de més llarga durada de la ciutat, es va editar a Reus sota diverses formes entre 1844 i 1939. Originàriament portava el nom de Diario de Reus.

## Història
Aparegué per primer cop l'1 de novembre de 1844, fundat per Andreu de Bofarull i l'imprimien Joan Baptista Vidal i Àngel Camí, dos impressors que en aquell temps feien societat. Portava a la capçalera l'escut de la ciutat, els sants del dia i les afeccions astronòmiques. A les seves pàgines es poden trobar el moviment dels ports de Tarragona i Salou, els preus del mercat, etc. De les quatre pàgines de què constava, dues les dedicava a publicar un fulletó titulat “Crónica de Reus”. El periòdic va desaparèixer el 6 d'agost de 1845. La publicació es va reprendre al cap d'uns anys, l'1 de juliol de 1859 impulsada per Andreu de Bofarull, Esteve Balañà, fabricant de cintes, el metge Josep Alberich i el notari Antoni Bech. Malgrat que presentava diferències amb el de l'època anterior, no va ser fins al dia 28 del mateix mes (així ho anunciava en una nota el dia 25) que es van introduir els canvis més notables: augment considerable del format, d'una columna va passar a tres, nova tipografia, etc. Lligat des dels seus orígens als sectors conservadors de la ciutat, polemitzà sempre amb la premsa liberal, sobretot durant el sexenni democràtic de 1868 a 1874, quan publicà gran quantitat d'editorials contra l'evolució de la situació política i contra la República. En aquest període comptà amb el suport de El Crepúsculo, i El Reusense, periòdics fundats i dirigits per Marià Pons i vinculats a la Unió Liberal. Quan va aparèixer La Redención del Pueblo, d'ideologia republicana federal, la polèmica va tenir punts molt agres. Al llarg dels anys va experimentar altres modificacions, tant pel que fa a la presentació com a la manera de donar la informació. El seu nom va ser catalanitzat el 1932 (de Diario de Reus es va passar a dir Diari de Reus d'avisos i notícies). Durant la segona República, va ser el portaveu local de la Lliga Regionalista, que arrendà la capçalera del diari només per 5 anys, i així, el 23 de febrer de 1935, finalitzat el període d'arrendament, s'acomiadà dels seus lectors, i l'endemà la Lliga va iniciar la publicació d'un nou diari, Avui: diari d'avisos i notícies, portaveu del partit. El dia 1 de maig de 1935, el Diari de Reus es va convertir en portaveu de la CEDA. Durant aquest període republicà, el Bienni negre, el Diari de Reus és un document imprescindible per a l'estudi de la vida política local i de l'evolució de la Lliga Catalana i d'Acció Popular Catalana (CEDA). També proporciona, igual que durant tota la seva història, informació sobre la vida econòmica, social, cultural i política locals i comarcals.

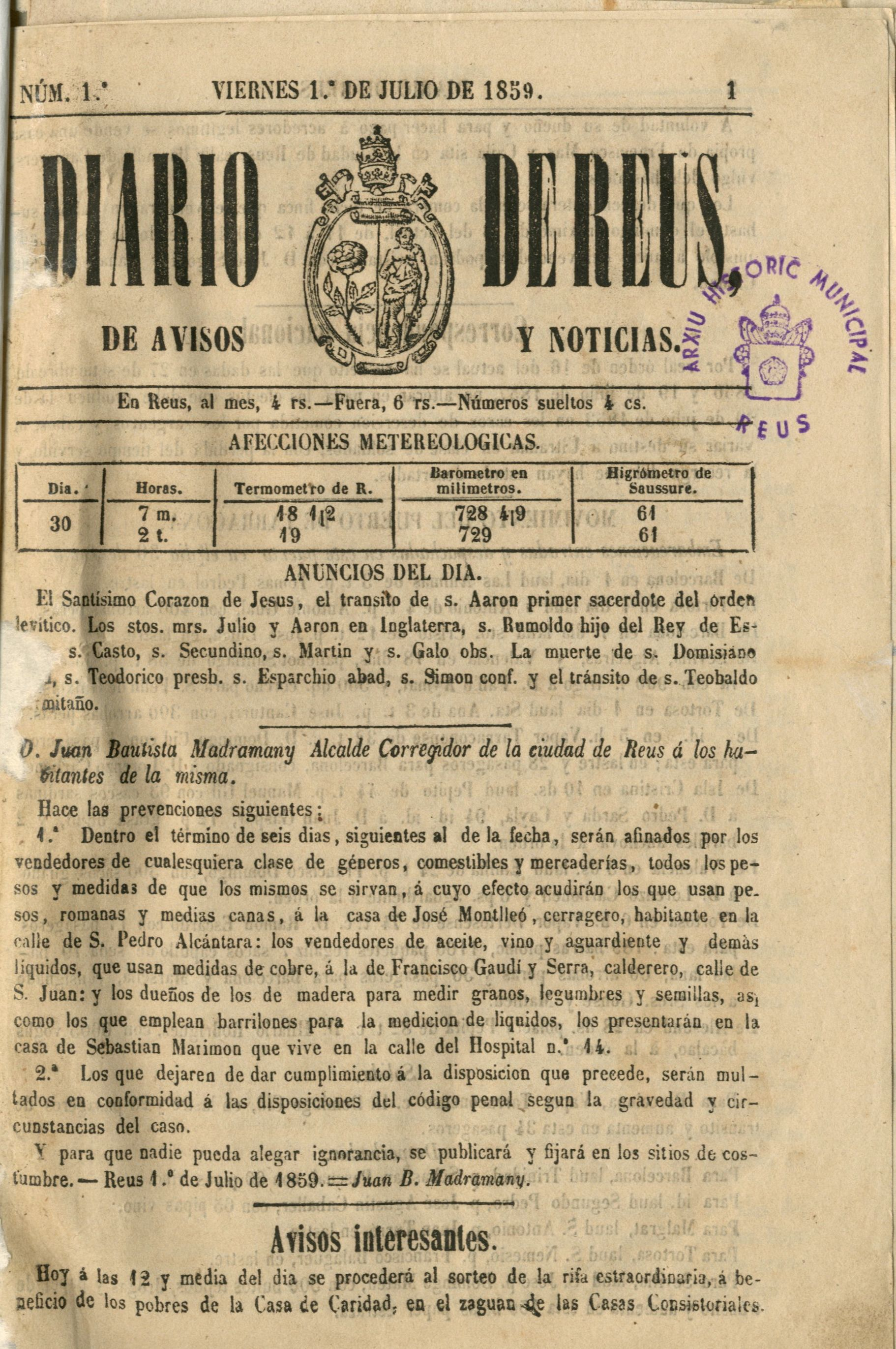
Diario de Reus 1859

En esclatar la guerra civil, el diari va deixar de publicar-se el 20 de juliol i va reaparèixer el 30 del mateix mes com a “portantveu del comitè antifeixista”, subtítol que va mantenir, amb algunes variants, fins al 30 de gener de 1938, data de l'últim exemplar que es coneix. Durant la guerra va ser l'única publicació diària de la ciutat.
Durant molts anys va mantenir freqüents polèmiques amb Les Circumstàncies, diari d'ideologia política oposada, i amb Foment, d'ideologia republicana i catalanista, i també amb les revistes satíriques que anaven sorgint a la ciutat, com ara La Pipa (1890), Lo Moro de Foch (1892), Lo Camell (1909), Migranya, (1922) La Sibeca (1932), i altres.
El 20 de gener de 1939, després de l'ocupació de la ciutat, va tornar a sortir amb el seu nom en castellà (Diario de Reus de avisos y noticias), propiciat per l'Ajuntament provisional i com a portaveu del règim de Franco. En van sortir sis números fins al dia 26 (el 23 no es va publicar, ja que els dilluns no hi havia premsa). Va ser prohibit pel nou règim, ja que només es podien publicar diaris a les capitals de província. L'Ajuntament el va substituir el dia 27 el Boletín Oficial del Ayuntamiento de Reus, de curta volada. L'octubre de 1942, Salvador Sedó, destacat membre de la Falange local, Delegado de prensa y propaganda del Movimiento, va convocar al local de la Falange una reunió de diverses persones residents a Reus per intentar la publicació d'un setmanari, o si fos possible, un diari, sota les inspiracions del falangisme. Sedó va convocar, ordenant l'assistència "sin excusa ni pretexto" a diferents persones, a les que va encarregar les seccions que podia tenir el periòdic: Josep Maria Vidal i Pallejà i Francesc Cubells i Florentí, creació i crítica literària; Salvador Vilaseca, història; Cèsar Ferrater, art; Alexandre Frías, sanitat i puericultura; Àngel Pallejà, teatre; Domènec Freixa, economia; col·laboracions poètiques Josep Borrell Aloy; esports, M. Domènech i Xavier Amorós; dibuixant, Ferran Casajuana. Després de les explicacions de Sedó, fetes en castellà, la major part dels assistents van rebutjar la proposta i es van desentendre del projecte, que no va quallar.
Més tard, el 1952, un grup de reusencs vinculats al sistema van intentar editar una altra vegada el Diario de Reus, però el nom l'havia registrat el Diario Español, de Tarragona. Van aconseguir només publicar un setmanari, que portava el nom de Reus: semanario de la ciudad.

## Aspectes tècnics
Format: Diario de Reus: vuitè. A partir de l'1 de juliol de 1859, quart. A partir del 12 de febrer de 1860, foli. A partir de gener de 1871, gran foli. Diari de Reus: gran foli. Diario de Reus, en la postguerra, foli.

## Equip de direcció i redacció
Editor responsable: Andreu de Bofarull (1844-1845 i 1859), José Prats (a partir del 2 de setembre de 1859).
Director: Josep Domènech Grau, Gaietà Sabater, Josep Maria Sabater. En català, Diari de Reus: Josep Fort Sugranyes, Joan Vilanova Montanyà, Marcial Badia Arnal.

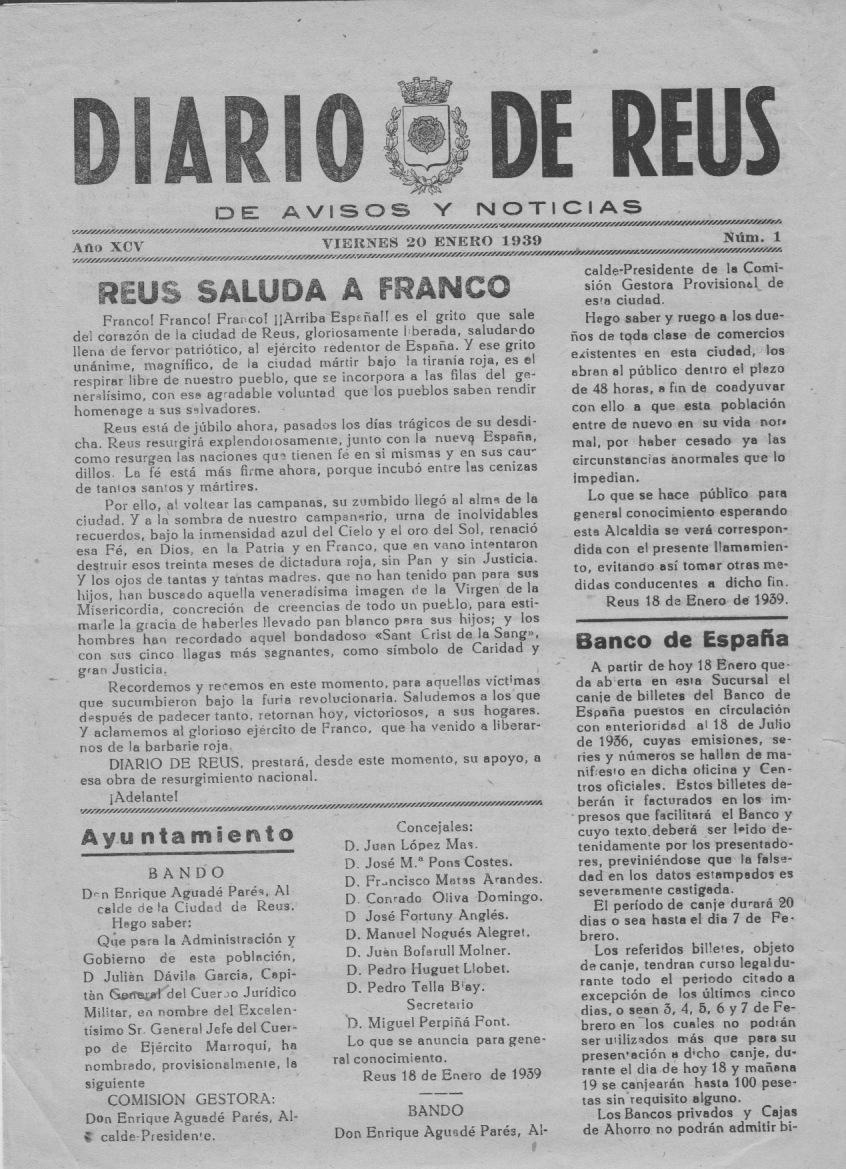
Diario de Reus1939

Redactors i col·laboradors: Josep Alberich, Antoni Bech, Estanislau Clariana Fonts, Josep M. Llobet, Francesc Bartrina, Joaquim Maria Bartrina, Víctor Rosselló, J. Güell i Mercader, Josep Martí Folguera, Pere Gras i Bellvé, Antoni de Bofarull, Pere Nolasc Gay, Josep Domènech i Martí, Francesc Gras i Elías, Marian Pons, Josep Carbonell Alsina, Pere Mariné Salvat, J. Banús i Sans, Ferran Gay Massó, J. M. Vidal i Pallejà, Camil Òdena, Jaume Poch i Garí, Josep Serra i Pàmies, Josep Fonts Planàs, Salvador Sedó, E. Espinós, Bonaventura Vallespinosa Sistaré, Joan Magrinyà (amb dibuixos) i altres. (Català): Josep M. Guix Sugranyes Alfred Gallart, Josep Molas, Miquel Capdevila, Eufemià Fort, Josep Miquel i Macaya, i altres. Diario de Reus (postguerra) Josep Banús i Sans, José Fort Sugrañes i altres.

## Localització
- Una col·lecció a la Biblioteca Central Xavier Amorós de Reus[5]
- Una col·lecció a la Biblioteca del Centre de Lectura de Reus, A l'Arxiu Històric de Barcelona, a la Biblioteca de Catalunya i a la Biblioteca de la Universitat de Barcelona.[6]

## Consulta en línia
- Alguns anys (1897-1919), (1928-1931) digitalitzats a Biblioteca virtual de Prensa histórica